# Geoffrey Servante
Geoffrey Servante (Londres, 18 de maig de 1919 - bosc de Dean, Gloucestershire, Anglaterra, 21 d'abril de 2019) fou un militar anglès, membre de la Bateria John Brown del bàndol republicà, formada per joves anglesos, durant la Guerra Civil espanyola. Fou el darrer voluntari britànic del conflicte bèl·lic que es mantingué en vida.

## Trajectòria
Nasqué el 18 de maig de 1919 a Londres, ciutat on passà els seus primers anys de vida. Fou educat per jesuïtes i serví breument al cos de Marines Reials de les Forces Armades britàniques i, posteriorment, treballà a l'empresa de transports marítims Canadian Pacific Line. Aquesta darrera professió li permeté, amb molta probabilitat, garantir-se un passatge en vaixell a Espanya per participar en la guerra. De fet, l'estiu de 1937 en un bar del Soho londinenc es jugà 100 lliures a que podria superar el tancament de fronteres espanyols i unir-se a les Brigades Internacionals.
Quan desembarcà a València, saltà del vaixell i s'acostà a un local tot exclamant la única frase que coneixia en castellà «¡Internacional Brigadas! ¡Internacional Brigadas!». La decisió li feu aconseguir un bitllet de tren a Albacete, indret on les Brigades Internacionals tenien la seu. Entrevistat per un comissari polític, Servante admeté que tenia 18 anys i li fou refusat l'accés al Batalló Britànic, perquè no complia els 21 que es requeria, i que en aquell moment estava lluitant la batalla de Brunete. En defecte, fou assignat a una unitat menys lesiva com era la bateria d'artilleria que aleshores s'estava entrenant a Almansa. La unitat angloestatunidenca, coneguda com a Bateria John Brown, estigué comandada per Arthur Timpson, voluntari entrenat en artilleria a Moscou. Juntament amb Servante hi hagué quatre altres voluntaris anglesos, tots ells supervisats pel sergent David King, un secretari de la branca comunista i antic Marine Reial de Skipton. La bateria Brown s'instal·là inicialment al front d'Extremadura i, el desembre de 1937, transferida a Toledo, on restà fins al final de la guerra. Amb poca munició a les seves mans, pocs danys van ocasionar a les files enemigues. Tanmateix, en una de les poques ocasions en què foren cridats al combat, els membres de la bateria s'acabaven de veure un barril d'aiguardent local. Servante, que es trobava més aviat "atrotinat", volgué fer-se el valent i decidí disparar amb el canó, però errà en el seu objectiu a quilòmetres. Per això, fou castigat amb sis tasques addicionals de guàrdia. Segons ell, es tractava d'«una disciplina molt laxa». Temps després s'assabentà que el tret impactà en el cotxe d'un oficial feixista, deixant-lo destrossat i causant-li la mort tant al seu ajudant de camp com a ell.
Quan la majoria de brigadistes internacionals foren repatriats a finals de 1938, els membres de la bateria es quedaren al seu lloc, aparentment oblidats. Només a principis de 1939 es retiraren a València i, posteriorment, a Barcelona. Des d'allà, un ferrocarril de via estreta els portà a mig camí fins a la frontera i hagueren de caminar les 50 milles restants, assetjats constantment per l'aviació feixista. A través de la frontera francesa, Servante i els seus camarades gaudiren d'un enorme esmorzar, cortesia de la Creu Roja Internacional, abans de ser repatriats a través de París i Dieppe. Al cap d'un any, tornà a posar-se uniforme, després d'haver estat cridat a files de l'exèrcit britànic. Tingué una estada militar relativament tranquil·la, passant tres anys a Egipte amb el Reial Cos d'Ordenació de l'Exèrcit i els Reials Enginyers Elèctrics i Mecànics. Després de la desmobilització, treballà per a Marshalls, condicionant camions militars, i l'any 1957 a Vauxhall Motors, on romangué fins a la seva jubilació anticipada vint anys després.
L'any 2009 descobrí que el Govern espanyol oferia la nacionalitat espanyola als supervivents de les Brigades Internacionals, en tant que conjunt de voluntaris estrangers. En paraules de Servante: «Vaig sentir a la ràdio que ja no hi havia més Brigadistes Internacionals i vaig dir: Bé, això és una ximpleria. Jo encara estic aquí». La seva filla Honor es posà en contacte amb l'ambaixada espanyola al Regne Unit i fou convidat a Londres a signar la documentació que l'autoritzava a disposar del passaport espanyol. A l'hora de decidir la localitat d'empadronament trià Barcelona. D'ençà de la guerra mantingué un gran interès en afers polítics vinculats a l'Estat espanyol, especialment en el procés d'independència de Catalunya, del qual fou un ferm partidari i votà a favor de la secessió al referèndum d'octubre de 2017. Mai s'afilià a cap partit polític o sindicat, arribant a manifestar que «de fet no estava políticament inclinat». No obstant, durant la seva estada en territori espanyol s'uní al Partit Comunista d'Espanya (PCE), és a dir, des la seva arribada l'any 1937 fins al retorn l'any 1939.
Morí el 21 d'abril de 2019, dies abans de fer els cent anys, en una residència de cures situada al bosc de Dean, Gloucestershire, Anglaterra.